# P1 presentation
P1 presentation är en grupp av P1-värdar eller P1-presentatörer på Sveriges Radio P1 som i skarvar mellan program presenterar kommande program, spelar trailrar eller gör kortare intervjuer med någon från ett kommande program.